# Liste der US-Open-Sieger (Junioreneinzel)
Diese Liste enthält alle Finalisten im Junioreneinzel bei den US Open. Das erste Event wurde 1973, fünf Jahre nach Beginn der Open Era, ausgespielt. Bisher gelang es drei Spielern nach dem Titelgewinn bei den Junioren auch den Titel auf der Profi-Tour zu gewinnen: Stefan Edberg (1983 und 1991, 1992), Andy Roddick (2000 und 2003) sowie Andy Murray (2004 und 2012). Der erste Gewinner Billy Martin ist auch zugleich der einzige mehrfache Gewinner; er gewann die ersten beiden Ausgaben.
| Jahr | Sieger                         | Finalgegner                    | Ergebnis                       |
| ---- | ------------------------------ | ------------------------------ | ------------------------------ |
| 1973 | Billy Martin                   | Colin Dowdeswell               | 4:6, 6:3, 6:3                  |
| 1974 | Billy Martin                   | Ferdi Taygan                   | 6:4, 6:2                       |
| 1975 | Howard Schoenfield             | Christopher Lewis              | 6:4, 6:3                       |
| 1976 | Ricardo Yzaga                  | José Luis Clerc                | 6:4, 5:7, 6:0                  |
| 1977 | Van Winitsky                   | Eliot Teltscher                | 6:4, 6:4                       |
| 1978 | Per Hjertquist                 | Stefan Simonsson               | 7:6, 1:6, 7:6                  |
| 1979 | Scott Davis                    | Jan Gunnarsson                 | 6:3, 6:1                       |
| 1980 | Mike Falberg                   | Eric Wilborts                  | 6:7, 6:3, 6:3                  |
| 1981 | Thomas Högstedt                | Hans Schwaier                  | 7:5, 6:3                       |
| 1982 | Pat Cash                       | Guy Forget                     | 6:3, 6:3                       |
| 1983 | Stefan Edberg                  | Simon Youl                     | 6:2, 6:4                       |
| 1984 | Mark Kratzmann                 | Boris Becker                   | 6:3, 7:6                       |
| 1985 | Tim Trigueiro                  | Joey Blake                     | 6:2, 6:3                       |
| 1986 | Javier Sánchez                 | Franco Davín                   | 6:2, 6:2                       |
| 1987 | David Wheaton                  | Andrei Tscherkassow            | 7:6, 6:0                       |
| 1988 | Nicolás Pereira                | Nicklas Kulti                  | 6:1, 6:2                       |
| 1989 | Jonathan Stark                 | Nicklas Kulti                  | 6:4, 6:1                       |
| 1990 | Andrea Gaudenzi                | Mikael Tillström               | 6:2, 4:6, 7:6                  |
| 1991 | Leander Paes                   | Karim Alami                    | 6:4, 6:4                       |
| 1992 | Brian Dunn                     | Noam Behr                      | 7:5, 6:2                       |
| 1993 | Marcelo Ríos                   | Steven Downs                   | 7:6, 6:3                       |
| 1994 | Sjeng Schalken                 | Mehdi Tahiri                   | 6:2, 7:6                       |
| 1995 | Nicolas Kiefer                 | Ulrich-Jasper Seetzen          | 6:3, 6:4                       |
| 1996 | Daniel Elsner                  | Markus Hipfl                   | 6:3, 6:2                       |
| 1997 | Arnaud Di Pasquale             | Wesley Whitehouse              | 6:7, 6:4, 6:1                  |
| 1998 | David Nalbandian               | Roger Federer                  | 6:3, 7:5                       |
| 1999 | Jarkko Nieminen                | Kristian Pless                 | 6:7, 6:3, 6:4                  |
| 2000 | Andy Roddick                   | Robby Ginepri                  | 6:1, 6:3                       |
| 2001 | Gilles Müller                  | Wang Yeu-tzuoo                 | 7:6, 6:2                       |
| 2002 | Richard Gasquet                | Marcos Baghdatis               | 7:5, 6:2                       |
| 2003 | Jo-Wilfried Tsonga             | Marcos Baghdatis               | 7:6, 6:3                       |
| 2004 | Andy Murray                    | Serhij Stachowskyj             | 6:4, 6:2                       |
| 2005 | Ryan Sweeting                  | Jérémy Chardy                  | 6:4, 6:4                       |
| 2006 | Dušan Lojda                    | Peter Polansky                 | 7:6, 6:3                       |
| 2007 | Ričardas Berankis              | Jerzy Janowicz                 | 6:3, 6:4                       |
| 2008 | Grigor Dimitrow                | Devin Britton                  | 6:4, 6:3                       |
| 2009 | Bernard Tomic                  | Chase Buchanan                 | 6:1, 6:3                       |
| 2010 | Jack Sock                      | Denis Kudla                    | 3:6, 6:2, 6:2                  |
| 2011 | Oliver Golding                 | Jiří Veselý                    | 5:7, 6:3, 6:4                  |
| 2012 | Filip Peliwo                   | Liam Broady                    | 6:2, 2:6, 7:5                  |
| 2013 | Borna Ćorić                    | Thanasi Kokkinakis             | 3:6, 6:3, 6:1                  |
| 2014 | Omar Jasika                    | Quentin Halys                  | 2:6, 7:5, 6:1                  |
| 2015 | Taylor Fritz                   | Tommy Paul                     | 6:2, 6:74, 6:2                 |
| 2016 | Félix Auger-Aliassime          | Miomir Kecmanović              | 6:3, 6:0                       |
| 2017 | Wu Yibing                      | Axel Geller                    | 6:4, 6:4                       |
| 2018 | Thiago Seyboth Wild            | Lorenzo Musetti                | 6:1, 2:6, 6:2                  |
| 2019 | Jonáš Forejtek                 | Emilio Nava                    | 6:74, 6:0, 6:2                 |
| 2020 | ausgefallen, COVID-19-Pandemie | ausgefallen, COVID-19-Pandemie | ausgefallen, COVID-19-Pandemie |
| 2021 | Daniel Rincón                  | Shang Juncheng                 | 6:2, 7:66                      |
| 2022 | Martín Landaluce               | Gilles-Arnaud Bailly           | 7:63, 5:7, 6:2                 |
| 2023 | João Fonseca                   | Learner Tien                   | 4:6, 6:4, 6:3                  |
| 2024 | Rafael Jódar                   | Nicolai Budkov Kjær            | 2:6, 6:2, 7:61                 |